# تالار مشاهیر و موزه ملی بیسبال
تالار مشاهیر و موزه ملی بیسبال (انگلیسی: National Baseball Hall of Fame and Museum) یک موزه و تالار مشاهیر در کوپرزتاون، نیویورک است که مرتبط به تاریخ بیسبال در ایالات متحده آمریکا می‌باشد. تا سال ۲۰۲۰ میلادی ۳۳۳ نفر عضو تالار مشاهیر بیسبال آمریکا بوده‌اند.

## نگارخانه

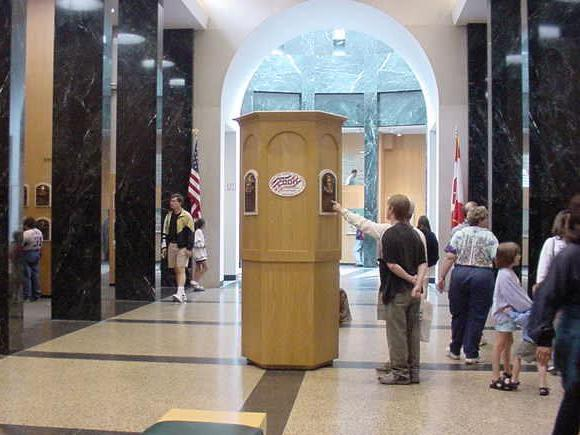
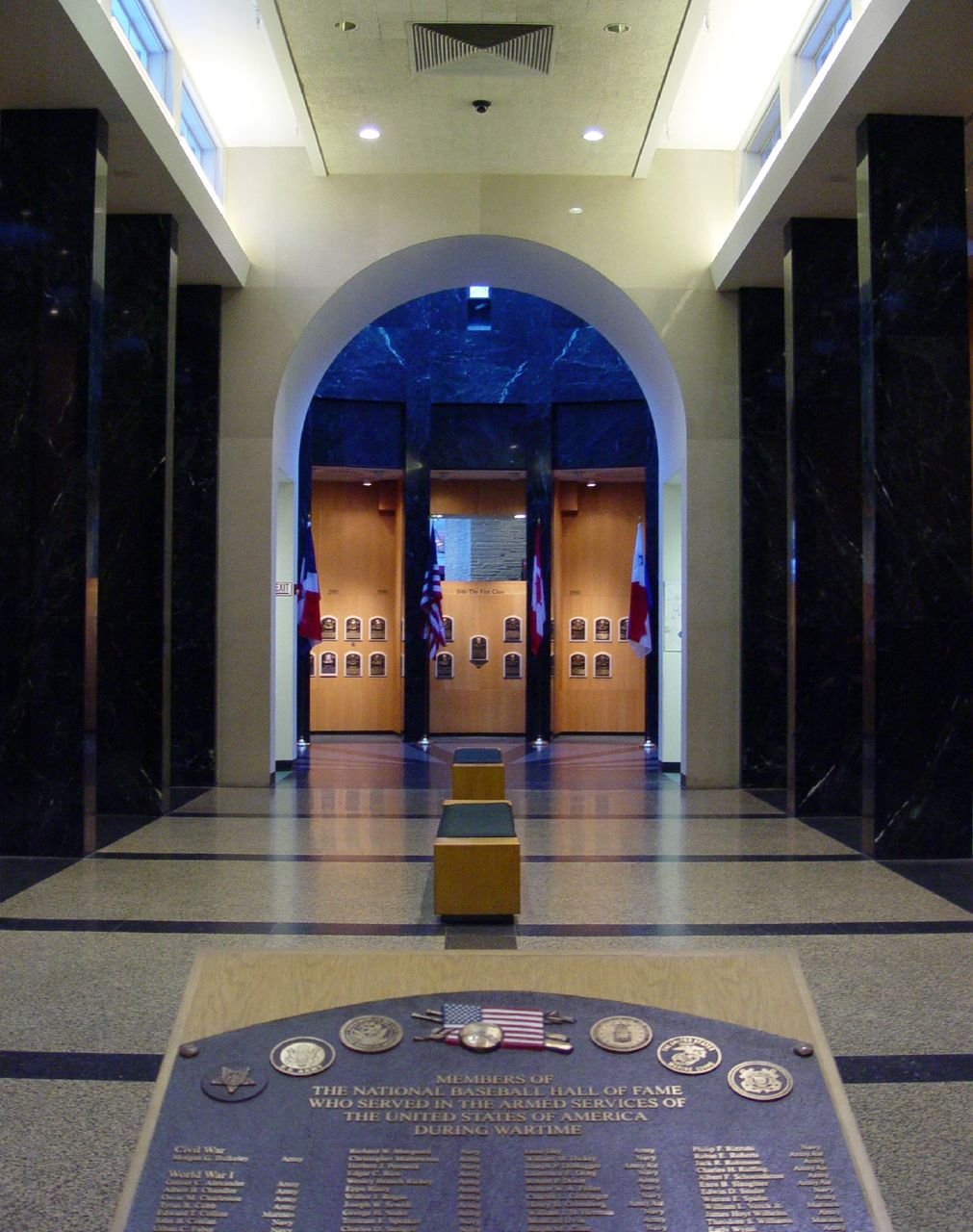
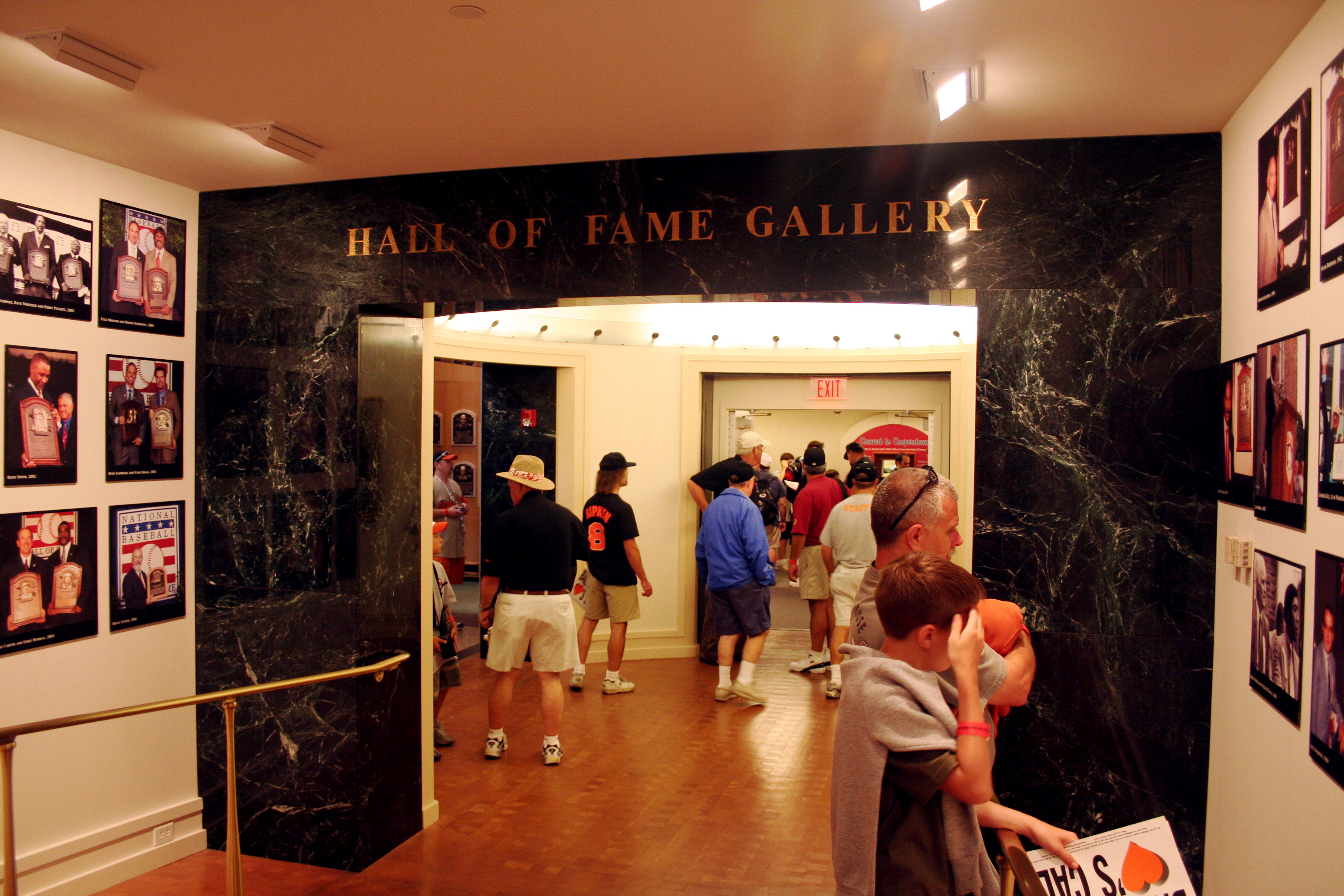
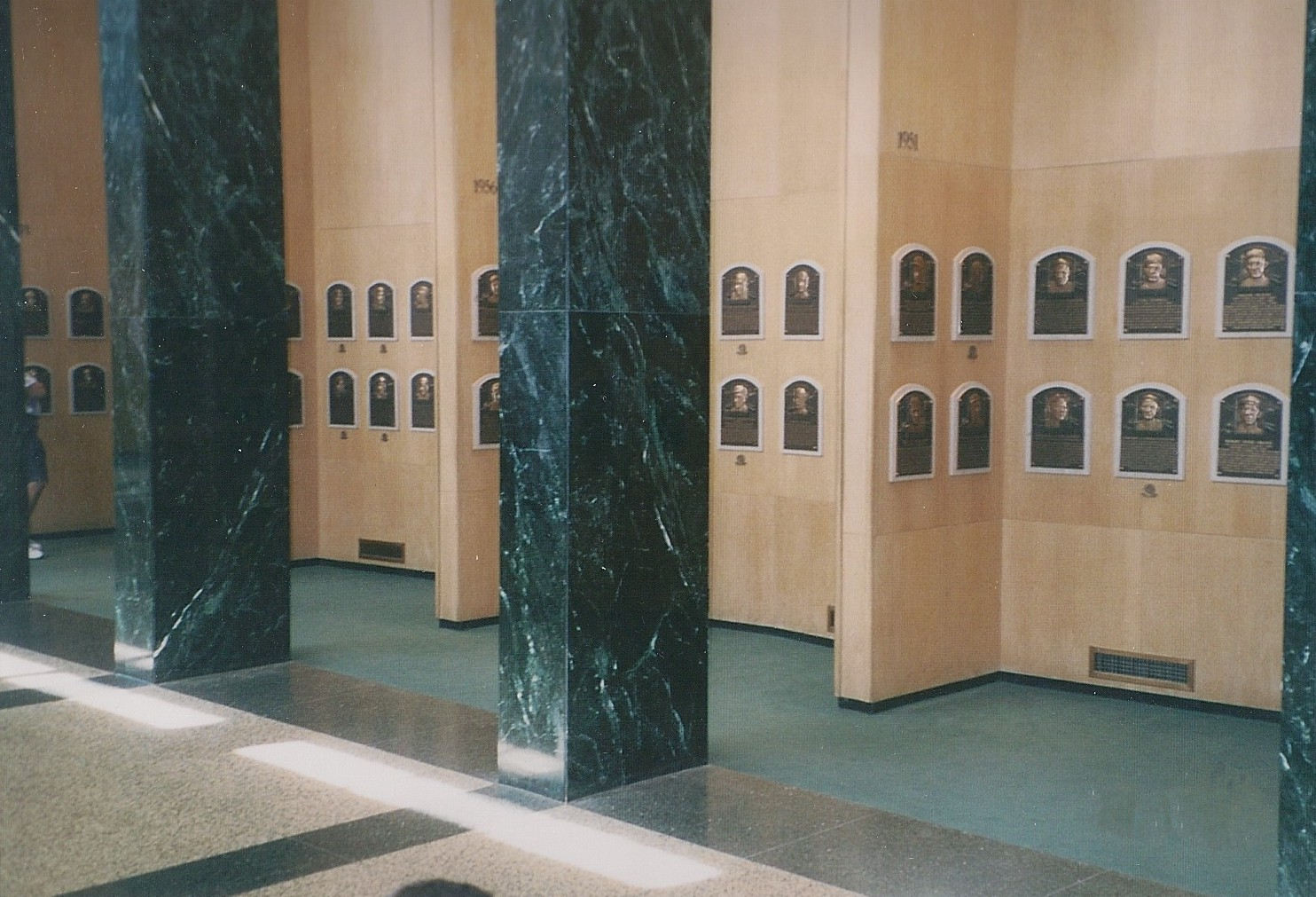